# Pseudophaneroptera pinnicerca
Pseudophaneroptera pinnicerca is een rechtvleugelig insect uit de familie sabelsprinkhanen (Tettigoniidae). De wetenschappelijke naam van deze soort is voor het eerst geldig gepubliceerd in 1939 door Henry.